# Diecéze Aversa
Diecéze averská (italsky Dioecesi di Aversa) je římskokatolická diecéze v Neapolsku se sídlem v Aversei, zřízená v roce 1053 papežem Lvem IX. v návaznosti na starší tradici sahající snad až do doby apoštolské (diecéze atellská).